# Peter Hawlik
Peter Hawlik (* 13. August 1991 in Wiener Neustadt) ist ein ehemaliger österreichischer Fußballspieler. Der Mittelfeldspieler spielte fast seine ganze Karriere beim österreichischen Bundesligaverein SV Mattersburg.

## Karriere
Peter Hawlik, geboren 1991 in Wiener Neustadt, begann seine fußballerische Laufbahn in der Jugend des SV Mattersburg. Seine Ausbildung setzte er im Bundesnachwuchszentrum (BNZ) Burgenland fort, wo er verschiedene Jugendmannschaften durchlief. Im Jahr 2005 wechselte Hawlik von der Jugendabteilung des SV Mattersburg in die U15-Mannschaft des BNZ Burgenland. In den folgenden Jahren stieg er in die U17- und später in die U19-Mannschaft des Landesverbands auf.
Im Januar 2008 erfolgte Hawliks Wechsel in die zweite Mannschaft des SV Mattersburg, die in der Regionalliga Ost spielte. Sein Debüt für die Mattersburger Amateure gab er am 8. August 2008 gegen den SV Stegersbach, als er in der 81. Minute für Alois Höller eingewechselt wurde.
Der Durchbruch in die erste Mannschaft des SV Mattersburg gelang Hawlik in der Saison 2011/12. Am 17. Mai 2012, dem letzten Spieltag der Saison, feierte er sein Debüt in der österreichischen Bundesliga, als er gegen den Kapfenberger SV in der 89. Minute für Ronald Spuller eingewechselt wurde. In den folgenden Jahren pendelte Hawlik zwischen der ersten und zweiten Mannschaft des SV Mattersburg.
Die Saison 2015/16 markierte einen wichtigen Punkt in Hawliks Karriere. Er wurde fest in den Kader der ersten Mannschaft integriert und absolvierte mehrere Spiele in der Bundesliga. Seine Leistungen in dieser Saison führten dazu, dass er in der Folgesaison 2016/17 weiterhin Teil des Bundesligakaders blieb.
Im Laufe seiner Karriere beim SV Mattersburg und dessen zweiter Mannschaft absolvierte Hawlik insgesamt 240 Spiele, in denen er 12 Tore erzielte und 9 Vorlagen gab. Der Großteil dieser Einsätze entfiel auf die Regionalliga Ost, wo er 187 Spiele bestritt und 9 Tore erzielte. In der Burgenlandliga kam er auf 35 Einsätze mit 3 Toren. Zudem sammelte er Erfahrungen im ÖFB-Cup und in der Relegation zur Regionalliga Ost.
Am 1. Juli 2020 verließ Hawlik den SV Mattersburg und wechselte zum SV Wograndl Forchtenstein. Dieser Transfer markierte das Ende seiner langjährigen Zugehörigkeit zum SV Mattersburg, bei dem er fast seine gesamte Jugend- und Profikarriere verbracht hatte.
Hawliks Spielweise zeichnete sich durch seine Vielseitigkeit im Mittelfeld aus. Mit einer Körpergröße von 168 cm und einem Gewicht von 68 kg war er ein beweglicher Spieler, der sowohl defensive als auch offensive Aufgaben im Mittelfeld übernehmen konnte.